# Пешчане плаже Марса
Пешчане плаже Марса је српски филм из 2023. године, у режији Петра Пешута и по сценарију Андрије Лакића. Филм је премијерно приказан на стриминг платформи Apollon 29. јуна 2023. године.

## Радња
Просечна играоница, просечног лета, са просечним ликовима из краја. Летња олуја нагло прекида ову идилу комфорне просечности, доносећи са собом и претњу сасвим страног бића, које ће заувек променити просечне ликове из краја...

## Улоге
| Глумац             | Улога   |
| ------------------ | ------- |
| Александар Кецман  | Божа    |
| Ђорђе Митровић     | Колумбо |
| Марко Мак Пантелић | Чича    |
| Алиса Радаковић    | Марија  |
| Јован Вељковић     | Сатара  |
| Теодор Вучковац    | Весели  |
| Душан Вукашиновић  | Вукан   |